# دایون
دایون ذراتی فرضی در نظریه های چهاربعدی هستند که هم بار الکتریکی دارند و هم بار مغناطیسی و اگر در شرایطی بار الکتریکی انها صفر باشد تک قطبی مغناطیسی خواهند بود. اکثر نظریه ها با غالب نظریه وحدت بزرگ وجود چنین ذره‌ای را پیش بینی کرده‌اند.
این ذرات برای اولین بار در سال ۱۹۶۹ توسط جولیان شوینگر برای معرفی یک تک قطبی مغناطیسی، پیش بینی شد. همچنین او قبل از کشف ذره سای در سال ۱۹۷۴، دنبال ذره ای با چنین مشخصاتی بود. 